# Pseudosmittia hexalobus
Pseudosmittia hexalobus är en tvåvingeart som först beskrevs av Jean-Jacques Kieffer 1924.  Pseudosmittia hexalobus ingår i släktet Pseudosmittia och familjen fjädermyggor. Inga underarter finns listade i Catalogue of Life.